# Sophie Hardy
Pour les articles homonymes, voir Hardy.
Sophie Hardy est une actrice française, née le 4 octobre 1938 à Paris 8e.
Elle a également été speakerine sur Télé Luxembourg au début des années 1960.

## Filmographie

### Cinéma
- 1962 : Un clair de lune à Maubeuge de Jean Chérasse
- 1962 : La Loi des hommes de Charles Gérard
- 1963 : Des frissons partout de Raoul André
- 1963 : Hardi ! Pardaillan  de Bernard Borderie
- 1964 : L'Étrange Auto-stoppeuse de Jean Darcy
- 1964 : La Baie du désir de Max Pécas
- 1964 : Le Défi du Maltais (Der Hexer) d'Alfred Vohrer
- 1965 : Winnetou III de Harald Reinl
- 1966 : Cartes sur table (Cartas boca arriba) de Jesús Franco
- 1966 : Three Hats for Lisa (en) de Sidney Hayers
- 1971 : La Route de Salina de Georges Lautner
- 2000 : Le Margouillat de Jean-Michel Gibard
- 2004 : Casablanca Driver de Maurice Barthélemy[2]

### Télévision
- 1961 : Le Temps des copains (feuilleton) de Robert Guez : Sophie Le Tourneau, dite "Totoche"
- 1964 : Les Cinq Dernières Minutes : Fenêtre sur jardin de Claude Loursais
- 1992 : Le Miel et les Abeilles (série) : Samantha Blues
- 1994 : Jules, téléfilm de Christian Palligiano
- 2012 : Plus belle la vie : Mrs. Rosa Smith